# Antonio Hernández Núñez
Antonio Hernández Núñez (n. Peñaranda de Bracamonte, Salamanca; 1953) és un actor, director de cinema i guionista espanyol.
Va estudiar a la Universitat Complutense de Madrid la carrera de Ciències de la Imatge. Es va donar a conèixer amb la pel·lícula F.E.N. (1979), ja que la protagonitzaven actors de la talla d'Héctor Alterio i José Luis López Vázquez. Va crear la productora Zeppelín Televisión (1994 - 1999). En l'actualitat treballa en Zebra Producciones. El 2006 dirigeix Els Borgia inspirat en la família valenciana que va accedir al Vaticà.

## Filmografia
- El Capitán Trueno y el Santo Grial (2011)[1]
- El menor de los males (2007)
- Cervantes (2006)
- Los Borgia (2006) (DGA)
- Oculto (2005) (DG)
- En la ciudad sin límites (2001) (DGA)
- El gran marcià. (2000) (DG)
- Lisboa. (1999) (DG)
- La madre, de Miguel Bardem (1995) (A)
- Com aixecar mil quilos. (1991) (DG)
- El tucán i la fúria vermella. (1982) (DG)
- Woody i jo (1981) (A)
- F.E.N. (1979) (DG)
- El arca de Noé. (D)
- Gustavo y la modelo. (D)
- Soldado. (1975) (A)
- A veure, senyor, prengui seient per favor, de León Klimovsky (1960) (A)
- Perspectiva d'estiu segons la connotació pertinent, de Pedro Lazaga (1959) (A)
- També hi ha cel sobre el mar, de José María Zabalza (A)(1958)
- El candelabro, de Javier González Álvarez (1956) (A)

(D) - Director; (G) - Guionista; (A) - Actor